# Kokuji
Kokuji (国字?   literalmente “carácter nacional”) se refiere a los caracteres kanji creados y usados exclusivamente en Japón y usados en el idioma japonés; a diferencia de la mayoría de los kanji, que fueron importados desde China y que tienen su equivalente en el idioma chino.

Carácter kanji para "ser" en "kutabe"

La mayoría de estos caracteres se refieren a conceptos que no se conocían en China, y que al llegar a Japón no tuvo forma de asignarles un carácter. Muchos de estos caracteres se refieren a plantas (榊 sakaki, 椛 arce japonés); a animales (鱈 bacalao, 鵆 chorlito); y otros conceptos puramente japoneses (峠 paso de montaña, 裃 vestidura de samurai). Al crear estos caracteres se tomaron radicales y componentes de otros kanji relacionados al concepto que se quería mencionar. En el caso de “sakaki”, árbol sagrado de la religión Shinto, sus componentes son “árbol” (木) y “dios” (神) por lo que se puede asumir como “árbol sagrado”; en el caso de “paso de montaña” se refería a un punto localizado en la cima de la montaña, sus componentes son “montaña” (山), “arriba” (上) y “abajo” (下), por lo que se deduce como “lugar de la montaña en donde se llega hacia arriba y va hacia abajo”, en pocas palabras, la cima.
La principal característica de estos caracteres es que la gran mayoría posee únicamente lectura kun'yomi (lectura japonesa). Sin embargo, algunos pocos tienen lectura on'yomi (lectura china) también, y de hecho existen otros únicamente con lectura on'yomi.

## Lista de kokuji
| 麿 | 9EBF | まろ                             | Yo, tú |
| 笹 | 7B39 | ささ                             | Bambú enano |
| 凪 | 51EA | なぎ な.ぐ                       | Calma |
| 柾 | 67FE | まさ まさめ まさき               | Grano puro, masaki ("Euonymus japonicus") |
| 俣 | 4FE3 | また                             | Entrepierna, ingle, muslo |
| 凧 | 51E7 | いかのぼり たこ                  | Cometa (vuelo) |
| 匂 | 5302 | にお.う にお.い にお.わせる      | Fragante, apestar, resplandecer, insinuar |
| 喰 | 55B0 | く.う く.らう                    | Comer, beber |
| 栃 | 6803 | とち                             | Falso castaño japonés ("Aesculus turbinata") |
| 椛 | 691B | かば もみじ                      | Abedul, arce |
| 榊 | 698A | さかき                           | Sakaki (árbol sagrado de la religión Shinto, "Cleyera japonica") |
| 樫 | 6A2B | かし                             | Encina ("Cyclobalanopsis acuta") |
| 畠 | 7560 | はたけ はた                      | Campo, granja, jardín |
| 籾 | 7C7E | もみ                             | Arroz con cáscara |
| 辻 | 8FBB | つじ                             | Cruce, encrucijada |
| 鰯 | 9C2F | いわし                           | Sardina |
| 匁 | 5301 | もんめ                           | Monme, 3,75 gramos |
| 噸 | 5678 | とん                             | Tonelada |
| 噺 | 567A | はなし                           | Hablar |
| 峠 | 5CE0 | とうげ                           | Paso de montaña, climax, cresta |
| 畑 | 7551 | はた はたけ -ばたけ              | Campo, granja, jardín, especialidad |
| 栂 | 6802 | つが とが                        | Cicuta |
| 鱈 | 9C48 | たら                             | Bacalao |
| 裃 | 88C3 | かみしも                         | Antigua vestidura ceremonial, vestidura de samurai |
| 込 | 8FBC | こ.む こ.む こ.み -こ.み こ.める | Abarrotado, mezclado, incluido, al por mayor |
| 辷 | 8FB7 | すべ.る すべ.らす                | Deslizar, patinar |
| 鰰 | 9C30 | はたはた                         | Hatahata (pez) |
| 鴫 | 9D2B | しぎ                             | Agachadiza |
| 鵆 | 9D46 | ちどり                           | Chorlito |
| 凩 | 51E9 | こがらし                         | Viento frío (primer viento que llega anunciando la llegada del otoño.También se usa el kanji 木枯 para kogashi traducido como "árbol muerto, aludiendo a la caída de sus hojas secas y por ende a la llegada del otoño) |

| 働 | 50CD | ドウ | はたら.く | Trabajar |